# Treinsuïcide
Treinsuïcide is een wijze van zelfdoding door voor een rijdende trein te springen, gaan staan of liggen, tegen een rijdende trein aan te lopen of door opzettelijk met een voertuig op de rails te gaan staan. Bij de berichtgeving wordt meestal gesproken over een 'aanrijding met een persoon', 'aanrijding' of 'persoonsongeval'.

## Geschiedenis
De eerste geregistreerde suïcide op het spoor stamt uit 1852, maar pas sinds ca. 1950 is er onderzoek gedaan naar dit fenomeen. Tussen 1980 en 2007 is in Nederland het aantal treinsuïcides toegenomen van 155 naar 193 per jaar. (In 2011 waren het er 215.) Aangezien het totaal aantal zelfdodingen in Nederland iets is afgenomen in deze periode, is het aandeel van treinsuïcides op het totaal aantal zelfdodingen toegenomen van 10 naar 14,3 procent. Dit is een hoog percentage in vergelijking met Oostenrijk, Duitsland en Zweden, waar het percentage de afgelopen jaren ongeveer de helft hiervan was. In België vonden 95 spoorzelfdodingen plaats in 2013 tegenover 102 in 2012.

## Afkomst van slachtoffers
Hoewel er maar weinig bekend is over treinsuïcides, heeft een recent Nederlands onderzoek meer duidelijkheid gebracht over de afkomst van slachtoffers. Sinds 1986 houden de Nederlandse Spoorwegen een databestand bij van alle treinsuïcides.
64,5% van de slachtoffers is man, de gemiddelde leeftijd bedraagt 39,1 jaar. Het jongste slachtoffer was 11 jaar, de oudste 88 jaar. 65% van de slachtoffers heeft een achtergrond in de psychiatrie, hetgeen 7 procentpunt hoger is dan bij alle zelfdodingen.

## Regionale spreiding
Uit het onderzoek van Van Houwelingen blijkt dat een groot deel van treinsuïcides plaatsvindt nabij een psychiatrische instelling. In de provincie Drenthe vonden in een periode 57 zelfdodingen op het spoor plaats. 15 van deze zelfdodingen vonden plaats op een trajectdeel van 2 kilometer. Naast dit trajectdeel bevindt zich een psychiatrische instelling. Op een subtraject, op 100 meter van deze instelling, vonden 5 van de 15 zelfdodingen plaats. Nabij een ander psychiatrische instelling vonden 10 van de 57 zelfdodingen plaats. In de gehele provincie Drenthe vonden dus ten minste 25 van de 57 zelfdodingen op het spoor plaats in de nabijheid van een psychiatrische instelling.
België kent 24 hotspots. Net als in Nederland bevinden vele hotspots zich nabij psychiatrische instellingen. De meeste 'zwarte punten' liggen in Vlaanderen, vooral in de provincie West-Vlaanderen.

## Preventie

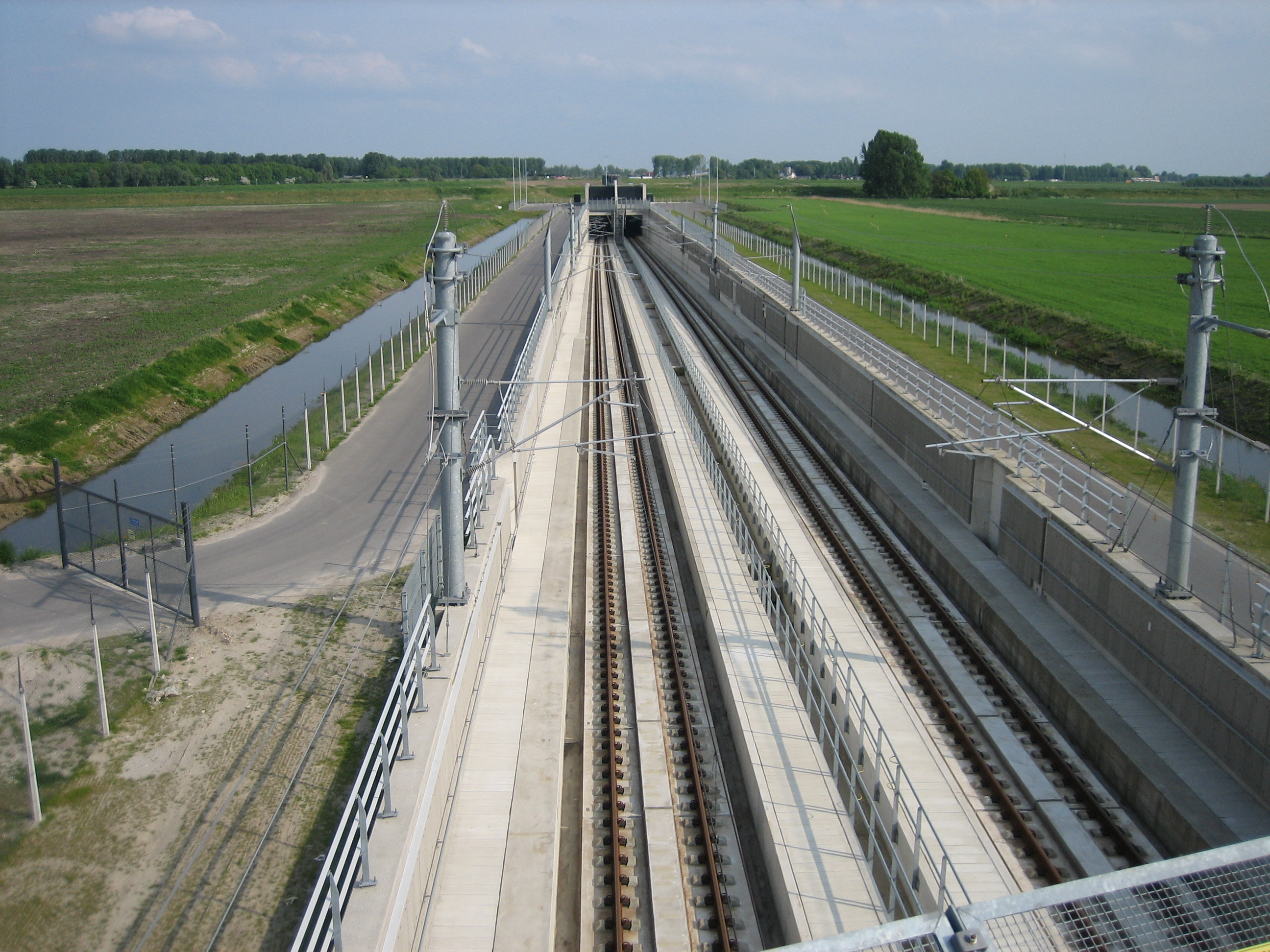
Door een spoorlijn voor personen fysiek moeilijk toegankelijk te maken, stopt een poging tot zelfdoding van een suïcidale persoon vaak, aangezien door de barrière de roes waarin de persoon verkeert, wordt verstoord.

Er zijn drie gebieden waar preventie plaats kan vinden, zo draagt Van Houwelingen aan. Preventieve maatregelen leiden tot een daling van het aantal treinsuïcidalen tot 50%, zonder dat er een verschuiving optreedt naar andere vormen van suïcidaliteit.
De eerste oplossing kan gevonden worden in de algemene bescherming van het spoor tegen suïcide. Andere oplossingen liggen in het gebied van extra bescherming tegen suïcidaliteit op het spoor op risicovolle locaties, zoals nabij een psychiatrische instelling. Ten slotte biedt meer aandacht en hulp op het algemene gedrag van zelfdoding een kans op een afname van het totaal aantal zelfdodingen, waardoor ook het totale aantal op het spoor afneemt.

### Afscherming van het spoor
- Er is een verband gevonden tussen het aantal treinen dat op een baanvak rijdt en het aantal suïcides.
- Meer dan de helft van het aantal zelfdodingen vindt plaats langs de vrije baan, een kwart bij overwegen en de rest op treinstations. De vrije baan wordt vaak betreden via een overweg. Door de vrije baan zo ontoegankelijk mogelijk te maken, bijvoorbeeld door middel van middelhoge hekwerken, wordt het lastiger deze te betreden. Ook het opheffen van overwegen of het vervangen van overwegen door ongelijkvloerse kruisingen tussen het spoor en de weg leidt tot een verminderde toegankelijkheid van het spoor.
- Wanneer de vrije baan minder toegankelijk is, kan een verschuiving optreden richting stations.

### Bescherming risicovolle locaties
- Bovengenoemde maatregelen hebben het meeste effect op locaties waar zich potentieel een aantal suïcidale personen bevindt. Het vervangen van overwegen door onderdoorgangen kan hier dus bijvoorbeeld veel nut hebben.
- Praat met suïcidale personen over de risico's en gevolgen van treinsuïcide.
- Overweeg andere locaties van psychiatrische instellingen, verder van het spoorwegnet af gelegen.
- In België plaatst Infrabel thermische camera's op risicovolle plaatsen.[3]

### Meer aandacht voor zelfdoding en treinsuïcide
- Preventieprogramma's kunnen een daling van het aantal zelfdodingen tot gevolg hebben.
- Hulp aan iemand met gedachtes aan suïcide kan tot gevolg hebben dat deze persoon van zijn voornemen tot zelfdoding afziet. Een voorbeeld van een hulplijn is 113 Zelfmoordpreventie in Nederland.[4] In Vlaanderen staan bordjes met 1813, het nummer van het centrum ter preventie van zelfdoding, op de perrons waar treinsuïcide veelvoorkomend is.
- Zowel in Nederland als in Vlaanderen wordt geëxperimenteerd met rustgevend blauw licht op de plaatsen waar treinsuïcide het vaakst voorkomt.[5][3]

## Gevolgen
Sinds 2020 wordt in Nederland alleen nog maar over een "aanrijding" gesproken. Meestal betreft dit treinsuïcide (maar het kan ook gaan om een ongeluk of misdrijf). In tegenstelling tot veel andere vormen van zelfdoding, heeft treinsuïcide vaak een grote impact op de samenleving. Hulpverleners, treinpersoneel en soms ook reizigers worden geconfronteerd met traumatische beelden van het zwaar verminkte stoffelijk overschot. Andere treinreizigers kunnen soms weinig begrip tonen voor de gevolgen (vertragingen) van een treinsuïcide.
In België tracht Nationale Maatschappij der Belgische Spoorwegen (NMBS) de kosten van de gevolgen van een treinsuïcide via de notaris en de familiale verzekering terug te winnen maar laat dit zo wanneer er geen verzekering is om de nabestaanden niet nog meer leed aan te doen. Zo factureerde de maatschappij tussen 2013 en halfweg 2015 1,3 miljoen euro waarvan het 621.060 euro inde. NMBS is terughoudend met het vrijgeven van gegevens over treinsuïcide omdat dit tot copycatgedrag leidt.

## Bekende treinsuïcidalen
- Wolfgang Přiklopil (2006), Oostenrijkse ontvoerder
- Robert Enke (2009), Duitse doelman